# Associazione per le Malattie Reumatiche Infantili
L'Associazione per le Malattie Reumatiche Infantili (Amri Aps) è stata fondata nel 1992 da un gruppo di genitori, giovani pazienti e medici impegnati nel supporto di bambini affetti da malattie reumatiche, croniche, rare e autoimmuni. L'associazione collabora strettamente con lo staff medico scientifico dell'Istituto Giannina Gaslini di Genova e si occupa di assistenza medica e riabilitativa, supporto della ricerca scientifica, sensibilizzazione e divulgazione sulla reumatologia pediatrica, supporto psicologico e sociale, ospitalità temporanea dei familiari durante i periodi di ricovero dei bambini.

## Storia
L'Associazione è stata fondata nel 1992 dai medici dello staff dei prof. Alberto Martini e Angelo Ravelli e da un gruppo di genitori seguiti in quel periodo presso il Policlinico San Matteo di Pavia. In questa prima fase di vita associativa, un nucleo di genitori decise di organizzarsi per seguire insieme l'andamento delle cure dei propri figli, confrontandosi tra loro e con i medici curanti. Nei primi anni la crescita dei volontari si è basata sull'organizzazione di momenti di formazione e sensibilizzazione, volontariato in corsia e con l'ospitalità di famiglie che arrivavano da altre città per curare i propri bambini.
Nel 2002, a seguito dello spostamento dell'equipe medico-scientifica del prof. Alberto Martini presso l'Istituto Giannina Gaslini di Genova, Amri trasferisce la propria sede e le proprie attività nella città della Lanterna, inglobando la pre-esistente “Associazione Bambini Reumatici” per portare avanti le attività di sostegno ai bambini affetti da malattie reumatiche e delle loro famiglie.
Come era stato fatto a Pavia, anche a Genova vengono presi in affitto dai volontari alcuni appartamenti per l'ospitalità di parenti dei piccoli ricoverati e si organizzano le prime assemblee e i periodici “convegni medici per famiglie”.
Oggi Amri ha la propria sede operativa presso l'Istituto Giannina Gaslini di Genova, dove collabora con l'UOC Reumatologie e malattie autoinfiammatorie diretta dal dott. Marco Gattorno e con il network Printo coordinato dal direttore del Centro trial del Gaslini prof. Nicola Ruperto, che nel 2023 ha ottenuto l'Award dell'American College of Rheumatology come riconoscimento internazionale della qualità della ricerca e dei risultati clinici ottenuti negli anni, anche grazie al sostegno dei volontari Amri che, fin dal 1992, hanno sostenuto linee di ricerca attraverso il pagamento di borse di studio e attività cliniche con l'acquisto di strumentazioni devolute all'ospedale pediatrico.
Il 22 ottobre del 2022 l'Associazione ha festeggiato il suo trentesimo anniversario presso il Galata Museo del Mare di Genova.
Nel marzo 2024 il presidente Gabriele Bona e la vicepresidente Marta Dellepiane sono stati premiati al Quirinale dal Presidente della Repubblica Sergio Mattarella con l'onorificenza al merito per l'impegno svolto negli anni a favore della ricerca e dei bambini affetti da malattie reumatiche.
Con la riforma del Terzo Settore e il passaggio da onlus ad associazione di promozione sociale, Amri continua a svolgere le sue attività a Genova e a livello nazionale nella rete di associazioni di pazienti reumatici che accompagnano i lavori di ReumaPed , nelle reti di pazienti Uniamo - Federazione Italiana Malattie Rare, e internazionali Enca (European Network for Children with Arthritis) ed Eular, l'organizzazione europea che riunisce tutte le società europee di reumatologia.

## Attività
Compito primario dell'associazione, svolto da genitori, volontari, medici e alcuni collaboratori, è quello di sostenere le famiglie e i bambini con assistenza sociale e sanitaria e la promozione della ricerca scientifica. Amri fornisce assistenza umana e sociale alle famiglie provenienti dalle varie regioni d’Italia accogliendo i loro bisogni durante i lunghi periodi di ricovero lontano da casa. L'ospitalità delle famiglie in appartamenti è stata oggetto di servizi televisivi e giornalistici.
L'associazione offre anche un servizio di ospitalità internazionale con copertura delle spese per i costosi viaggi non coperti previsti per visite di controllo e ricoveri ospedalieri e per sostenere il pagamento di esami o farmaci non dispensati dal Servizio sanitario nazionale (Italia).
Amri realizza incontri, raccolte fondi, e convegni medici per sensibilizzare l’opinione pubblica, gli organi istituzionali e le strutture sanitarie sui gravi problemi che le malattie reumatiche rappresentano per i bambini e per ottenere tutto ciò che è necessario per condurre una vita sociale normale. Allo stesso fine pubblica una rivista semestrale di informazione scientifica e associativa, testata giornalistica registrata (Aut. Trib. di Genova n°27/2003).
L'Associazione negli anni ha messo a disposizione una fisioterapista, due psicologhe psicoterapeute e finanzia diverse borse di studio per ricercatori .
Nel 2023, in collaborazione con il Fondo per le Malattie Renali del Bambino, è stato avviato il progetto Lupus Clinic.
Amri ha un gruppo di volontari dedicati e formati per l'intervento ricreativo in corsia.
All'interno dell'ospedale, Amri dona strumenti di laboratorio e attrezzature e realizza interventi per migliorare il soggiorno durante i periodi di ricovero (acquisto di elettrodomestici, creazione di manuali informativi, giornate di animazione specifici, addobbi).
Le attività di Amri Aps, ente del terzo settore senza scopo di lucro, vengono finanziate da iniziative di raccolte fondi, attraverso il 5x1000, le donazioni dei sostenitori e fondazioni benefiche. Tra i testimonial dell'ente figura la showgirl Valeria Marini, che in diverse occasioni ha visitato i bambini ricoverati e preso parte a iniziative benefiche per sostenere i progetti dell'associazione.

## Le malattie reumatiche infantili
L'Associazione si dedica nello specifico alle malattie reumatiche infantili, patologie infiammatorie di causa sconosciuta che possono colpire tutte le articolazioni, gli organi e apparati dell’organismo. Tra queste patologie si segnalano: Artrite idiopatica giovanile (AIG), Lupus eritematoso sistemico (LES), Dermatomiosite giovanile, Sclerodermia, Spondiloartrite giovanile, Artrite associata a Entesite (SPA-ERA), Malattia di Kawasaki, Porpora di Henok-Schoenlein, Vasculite sistemica primaria giovanile, Febbre reumatica, Artrite reattiva, Malattia di Behçet, Artrite di Lyme, Sindromi da dolori agli arti, Malattie autoinfiammatorie (Blau, CANDLE, CAPS, CRMO, DIRA, TRAPS, Majeed, MKD, NLRP-12, PAPA, PFAPA, FMF et al). La ricerca clinica e scientifica in corso a cui contribuisce Amri, a proposito di queste patologie, è finalizzata a individuare nuove terapie sempre più efficaci, nella speranza di trovare possibilità di cura ad oggi non ancora presenti.
La ricerca viene svolta prevalentemente a Genova dalla rete di ricercatori di Printo, network europeo che riunisce tutti i centri di reumatologia pediatrica europei.

## Gli organi istituzionali
L'organo istituzionale in carica, ricoperto a titolo volontaristico è l'organo di amministrazione.
Gli ultimi presidenti dell'Associazione sono
- Sonia Zara
- Pierangela Garbelli
- Elena Russo Delmonte
- Gabriele Bona (in carica)